# Coleophora terenaula
Coleophora terenaula é uma espécie de mariposa do gênero Coleophora pertencente à família Coleophoridae.